# Brevik (Noorwegen)
Brevik is een plaats in de Noorse gemeente Porsgrunn, provincie Telemark. Brevik telt ongeveer 2.700 inwoners. Tot 1964 was Brevik een zelfstandige gemeente.
Brevik ontstond in de 17e eeuw. Vanaf 1622 was het een militaire versterking en in 1670 werd er de eerste kerk gebouwd. In 1878 kwam er nog een kerk bij. In 1895 kwam een spoorwegverbinding tot stand, maar in 1982 werd deze gesloten.
Brevik is een van de best bewaarde steden uit het zeiltijdperk en was in het verleden bekend als havenplaats voor de verscheping van hout en ijs. In 1960 vond de verscheping van de laatste partij hout plaats.
De stad ligt op de punt van het Eidanger schiereiland (Eidangerhalvøya). De kerk is van 1963 en werd gebouwd nadat de voorganger in 1960 door brand was verwoest.

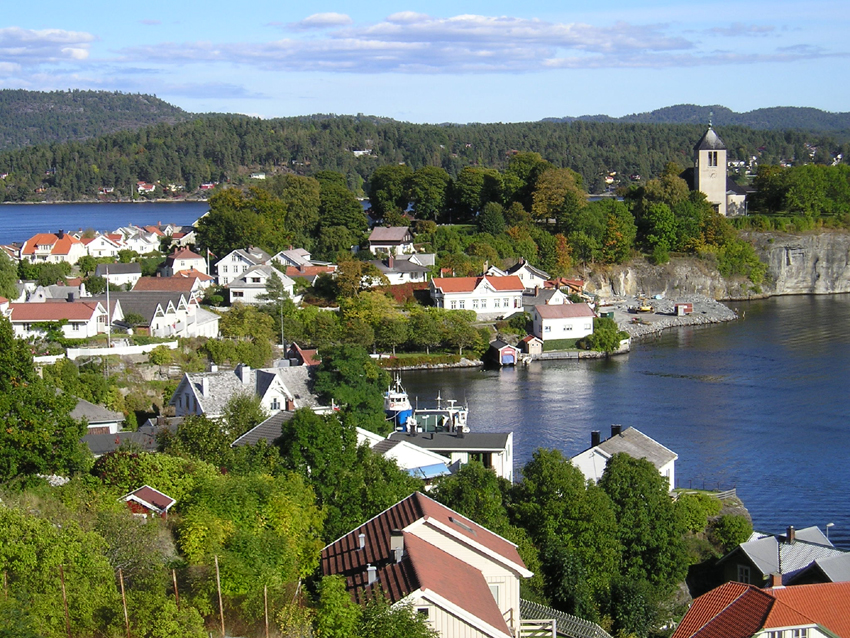
Panorama
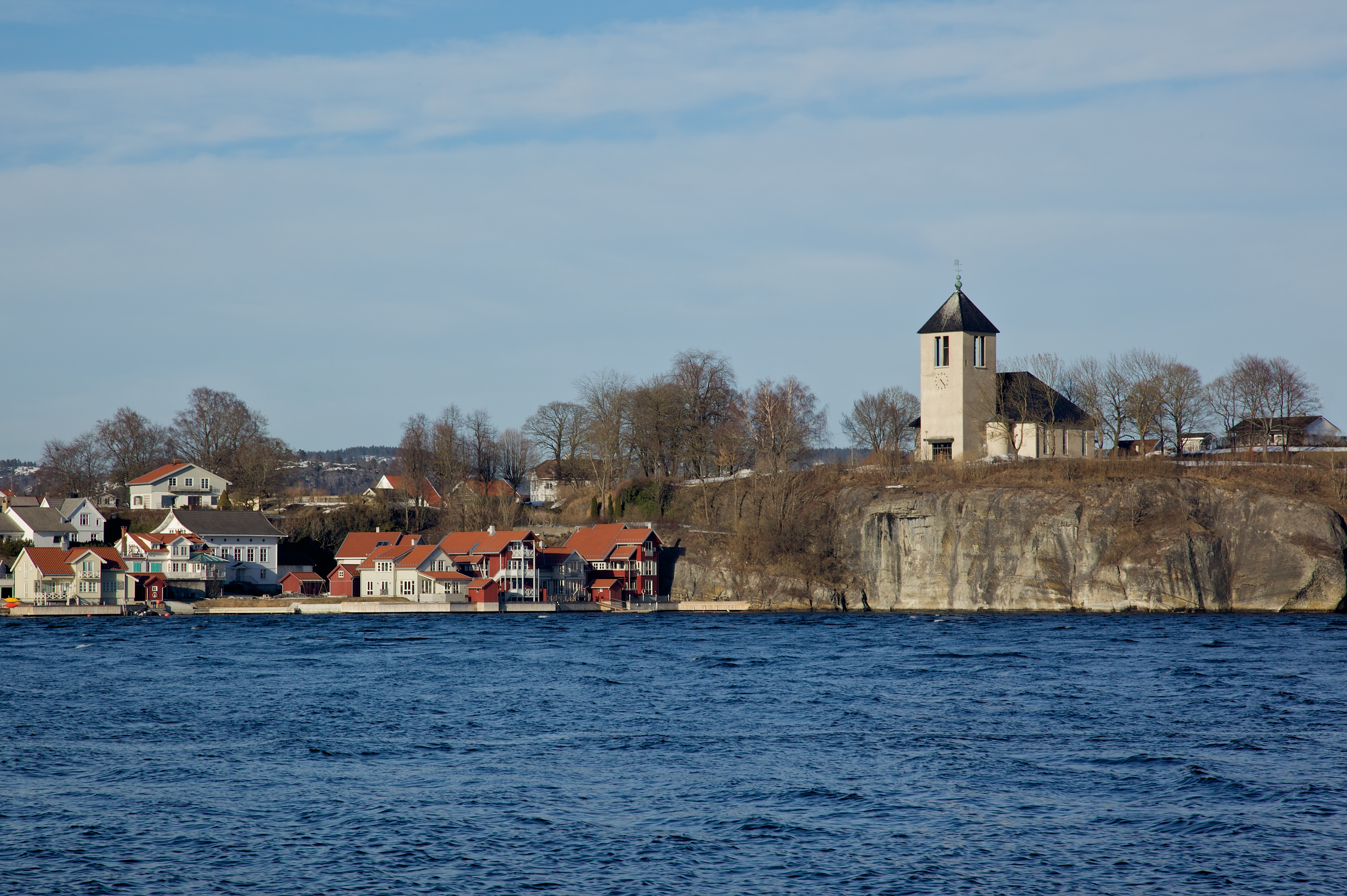
Brevik vanuit Stathelle
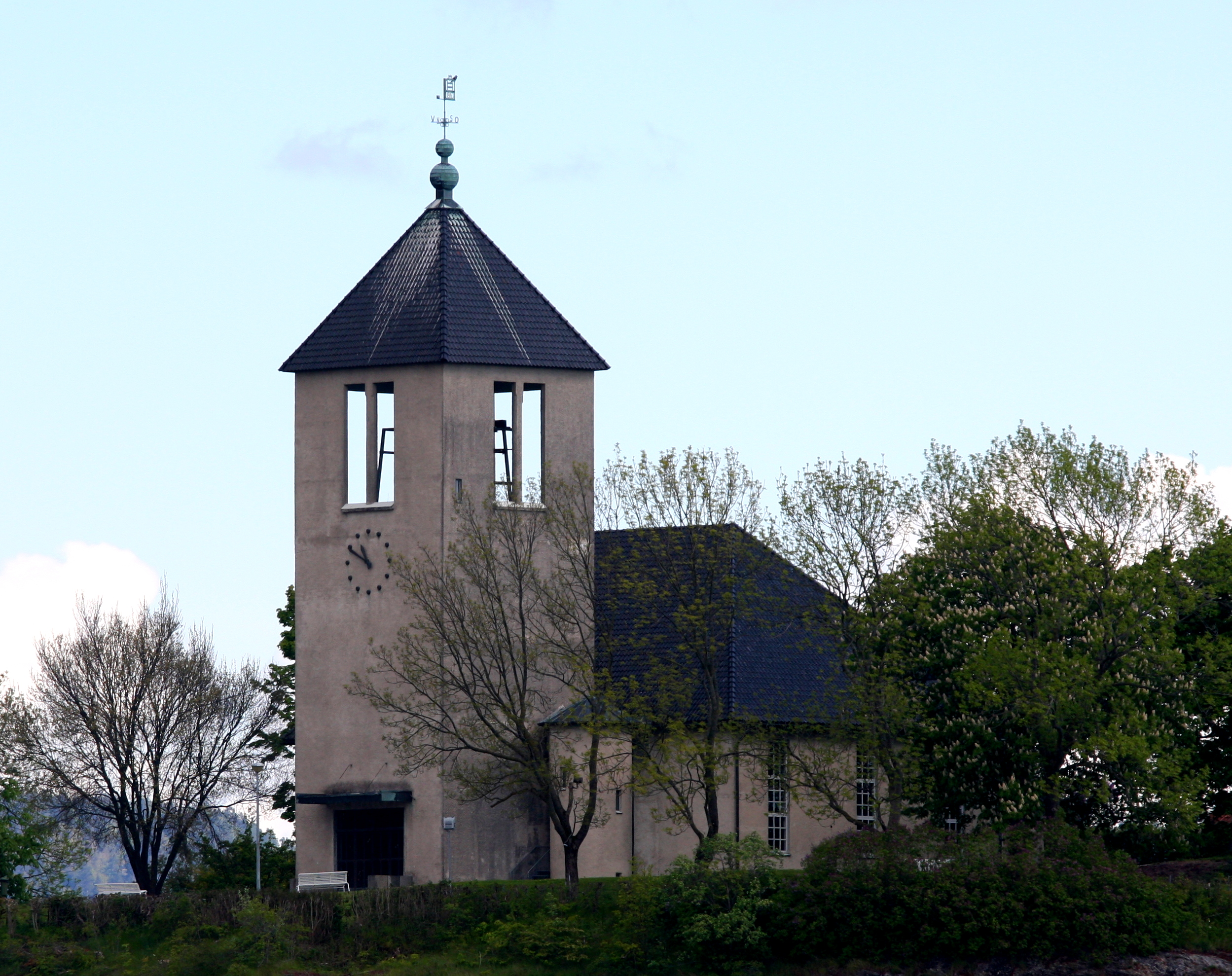
Kerk van Brevik
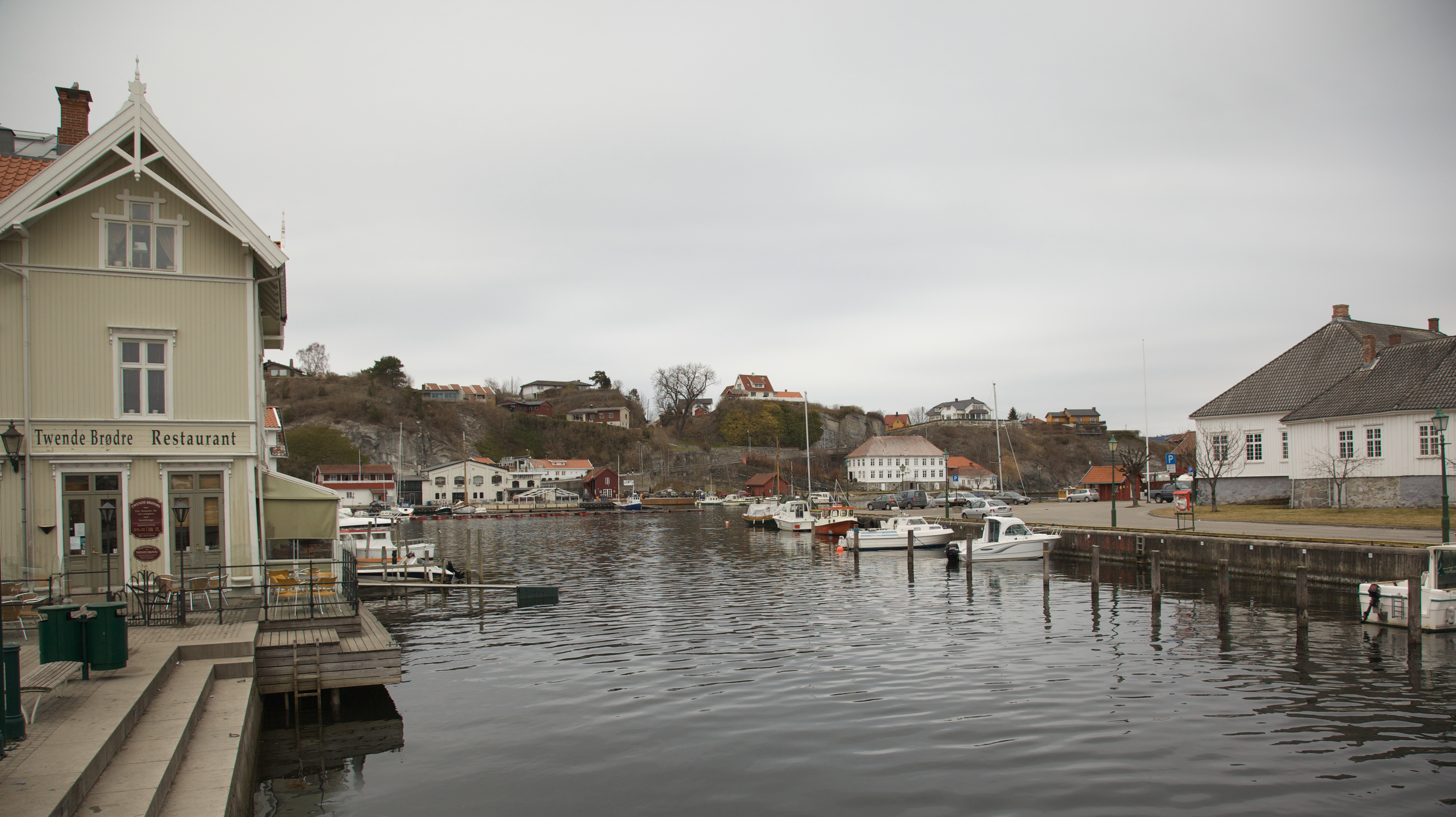
Jachthaven